# Cryptocephalus subruber
Cryptocephalus subruber là một loài bọ cánh cứng trong họ Chrysomelidae. Loài này được Rapilly miêu tả khoa học năm 1980.